# Cefn Meiriadog
Cefn Meiriadog ou Cefnmeiriadog est un village et une communauté du Denbighshire, au pays de Galles.
Il est situé dans le nord du comté, à quelques kilomètres au sud-ouest de la cité de St Asaph.

## Démographie
Au recensement de 2011, la communauté de Cefn Meiriadog comptait 389 habitants.